# Marc Kinchen
Marc Kinchen (Detroit, 3 augustus 1972), ook wel bekend als MK, is een Amerikaanse producer van housemuziek. Hij maakt producties en remixen voor popartiesten en brengt ook eigen singles uit. Zijn eerste succes had hij met het nummer Burning, in 1991. Met de nummers Always en Love Changes bereikte hij de eerste plaats in de Amerikaanse Billboard Hot Dance Club Songs. Ander bekend werk van hem zijn remixen van Push the feeling on van de Nightcrawlers, in 1995, en Look Right Trough van Storm Queen, in 2012. Hij werkte als producer voor Will Smith en Pitbull. Een van de herkenbare elementen in zijn producties is de wijze waarop hij vocale samples verknipt en bewerkt tot woordeloze zang. Marc Kinchen is de broer van houseproducer Scott Kinchen, die opereert onder de naam Scotti Deep.

## Begintijd
Marc Christopher Kinchen werd geboren in Detroit. In de late jaren tachtig raakte hij betrokken bij de opkomst van de techno in zijn geboortestad. Met wat schoolvrienden richtte hij de groep Separate Minds op. Daarmee brachten ze de ep We Need Somebody uit. Het nummer 1st Bass van die ep werd door Kevin Saunderson opgepikt en op een compilatiealbum gezet. Via plaatsgenoot Anthony Pearson (Chez Damier) kwam Kinchen in contact met Saunderson zelf, die hem vervolgens in de gelegenheid stelde om in zijn studio te werken. In deze studio produceerde Kinchen vanaf dat moment nieuwe tracks. Hij volgde de lijn van Saunderson om techno te vermengen met elementen uit house en soul. Deze stijl was te horen op Somebody New, de eerste single die hij onder de artiestennaam MK uitbracht. Voor Saundersons band Inner City maakte hij een remix van de hit Whatcha gonna do with my lovin. Daarnaast maakte hij remixen samen met Chez Damier, onder de naam Power 41.

## Succesjaren
Het eerste succes van Kinchen kwam in 1991 met het nummer Burning, waarop hij voor het eerst gebruikmaakte van zang. Hij werkte hiervoor samen met zangeres Alana Simon. Aanvankelijk wilde geen enkel label het nummer uitbrengen. Daarom richtte hij het Area 10-label op om de track in eigen beheer uit te kunnen brengen. Het nummer sloeg aan en er werden uiteindelijk meer dan 20.000 exemplaren van verkocht. Het leverde Kinchen een contract met Virgin op bij het sublabel Charisma. Na dit succesje schoof hij verder op richting de housemuziek. Hij deed in 1992 een bijdrage aan het album Praise van Inner City en helpt ook Chez Damier een handje met zijn Can You Feel It? (1992). Als MK featuring Alana nam hij vervolgens het album Surrender op, dat in 1993 uitkwam. Van dit album kwamen de singles Always en Love changes. Beide singles behaalden de eerste plaats in de Amerikaanse Billboard-danslijst Hot Dance Club Songs. Met een ander project, 4th Measure Men, niet veel meer dan een ander pseudoniem, scoorde hij met het nummer 4 you in 1993 een clubhit. De samenwerking tussen Kinchen en Alana Simon eindigde na één album. Na het succesje van Burning verhuisde hij naar New York. Zijn toenmalige vriendin woonde daar, zijn platenlabel was daar gevestigd en bovendien kon hij er via contacten met het management van Kevin Saunderson aan werk komen.
Dankzij zijn hitjes kreeg Kinchen ook veel opdrachten voor remixen. Hij maakte remixen voor artiesten als de Pet Shop Boys, Corona, Masters at Work, Jam & Spoon, Tori Amos, Blondie en Bobby Brown. In 1992 maakte hij een remix van het nummer Push The Feeling On van het Schotse project The Nightcrawlers. Zijn MK dub of doom remix (1992) bleef in de jaren daarna in de Britse housescene een populaire plaat. Dit leidde ertoe dat het nummer in 1995 opnieuw werd uitgebracht. Deze heruitgave groeide uit tot een wereldhit. Bij het debuutalbum Let's Push It van de Nightcrawlers was Kinchen ook intensief betrokken als producer. De helft van de nummers van dat album was van zijn hand. Daarbij was ook de single Surrender Your Love, die als opvolger van Push The Feeling On ook een grote hit werd. Ook het nummer Burning werd opnieuw uitgebracht met nieuwe remixen. In 1996 bracht Kinchen onder de naam MK het nummer Lift Me Up uit. Daarop was Claire Rivers zijn nieuwe vocaliste.

## Studioproducer
In 1997 nam de carrière van Kinchen een nieuwe wending. Hij stopte met het produceren van housemuziek en ging verder als studioproducer. Hij raakte via Quincy Jones betrokken bij de productie van r&b en verhuisde in 2001 naar Los Angeles. Aan zijn carrièreswitch gaf hij geen ruchtbaarheid. Voor de housescene bleef het zodoende jaren onbekend waar hij mee bezig was. Hij werkte in die jaren met artiesten als Monica, Rihanna, Jay-Z, Snoop Dogg, MC Lyte en Will Smith. Vanaf 2008 werkte hij enkele malen samen met Pitbull. Voor deze rapper produceerde hij meerdere nummers zoals Get it started (2009) en Back in time (2012). Pitbull samplede ook zijn remix van Push The Feeling On. 

## Comeback
Vanaf 2010 keerde Kinchen terug als houseproducer. Dat begon toen Defected Records contact met hem opnam om zijn oude platen opnieuw te kunnen uitbrengen. Op de compilatie House Masters werden zijn bekendste singles en remixen uit de jaren negentig verzameld. Hij maakte daarna een aantal mixplaten voor Defected en bracht ook enkele nieuwe singles uit. Deze singles maakte hij in samenwerking met producers als Lauren Flax en Lee Foss (Hot Natured). Ook begon hij weer met het maken van remixen. Hij remixte platen voor onder andere Afrojack, Disclosure, Tricky en Lana Del Rey. Met een remix van het nummer Look Right Through van Storm Queen bereikte MK in 2013 weer de eerste plek van de Amerikaanse dancelijst. Ook zijn radiomix van My Head Is a Jungle van Wankelmut werd een bescheiden hit. In februari 2014 draaide Kinchen in het BBC-radioprogramma Essential Mix.
In 2014 bracht hij het oude nummer Strider, vernoemd naar een oude computergame, opnieuw uit. Daarna produceerde hij nieuw werk, waar hij geregeld gasten voor uitzocht. Zo werkte hij samen met de Britse zangeres Becky Hill, waarmee hij de bescheiden hit Piece of Me maakte. Hij werkte ook samen met producer Jonas Blue. Samen maakten ze Back & Forth, dat ook door Hill werd gezongen. In 2019 was er een samenwerking met het producersduo van Gorgon City.

## Discografie

### Albums
- MK ft. Alana - Surrender (1993)
- MK - House Masters (2011)

### Singles
- Separate minds - We Need Somebody (1988)
- MK - Somebody New (1989)
- MK - Decay (1991)
- MK ft. Alana - Burning (1991)
- Area 10 ft. MK - Get it right (1991)
- 4th Measure Men - Just a dream (1992)
- K.E.L.S.E.Y. - This way/Boy (1992)
- MK ft. Alana - Always (1992)
- 4th Measure Men - 4 You (1993)
- MK ft. Alana - Love Changes (1993)
- 4th Measure Men - The Need/The Keep (1992)
- MK ft. Claire Rivers - Lift Me Up (1996)
- MK & Lauren Flax ft. Carrie Wilds - Stronger Now (2010)
- MK & Lee Foss ft. Annabel Englund - Electricity EP (2012)
- MK - Strider (2014)
- MK ft. Milly Pye - Bring me to life (2015)
- MK ft. A*M*E* - My Love 4 U (2016)
- MK ft. Becky Hill - Piece of me (2016)
- MK - 17 (2017)
- MK ft. Jonas Blue & Becky Hill - Back & Forth (2018)
- MK ft. Sonny Fodera &  Raphaella - One Night (2019)
- MK - Body 2 Body (2019)
- MK - The MK EP (2019)
- MK ft. Gorgon City - There for you (2019)

| Single met eventuele hitnotering(en) in de Nederlandse Top 40 | Datum van verschijnen | Datum van binnenkomst | Hoogste positie | Aantal weken | Opmerkingen                                                |
| ------------------------------------------------------------- | --------------------- | --------------------- | --------------- | ------------ | ---------------------------------------------------------- |
| Push the feeling on (New MK remixes for '95)                  | 1995                  | 01-04-1995            | 4               | 11           | met Nightcrawlers & John Reid / Nr. 6 in de Single Top 100 |
| Burning 1996                                                  | 1996                  | -                     |                 |              | Dancesmash op Radio 538                                    |
| Look right through (MK remix)                                 | 2013                  | 30-11-2013            | 33              | 4            | met Storm Queen / Nr. 54 in de Single Top 100              |

| Single met hitnotering(en) in de Vlaamse Ultratop 50 | Datum van verschijnen | Datum van binnenkomst | Hoogste positie | Aantal weken | Opmerkingen                   |
| ---------------------------------------------------- | --------------------- | --------------------- | --------------- | ------------ | ----------------------------- |
| Push the feeling on (New MK remixes for '95)         | 1995                  | 29-04-1995            | 7               | 16           | met Nightcrawlers & John Reid |
| Look right through (MK remix)                        | 2013                  | 23-11-2013            | 21              | 14           | met Storm Queen               |
| Always (Route 94 remix)                              | 2014                  | 13-09-2014            | 23              | 4            | met Alana                     |
| Piece of Me                                          | 2016                  | 30-04-2016            | tip32           | -            | met Becky Hill                |
| Back & Forth                                         | 2018                  | 15-09-2018            | tip             | -            | met Jonas Blue en Becky Hill  |